# Janet Amponsah
Janet Amponsah (* 12. April 1993 in Kumasi) ist eine ghanaische Sprinterin.

## Sportliche Laufbahn
Erste internationale Erfahrungen sammelte Janet Amponsah bei den Afrikameisterschaften 2008 in Addis Abeba, bei denen sie mit der ghanaischen 4-mal-400-Meter-Staffel in 3:42,36 min den fünften Platz belegte. Anschließend erreichte sie bei den Commonwealth Youth Games in Pune in 24,50 s den vierten Rang im 200-Meter-Lauf. Zwei Jahre später schied sie bei den Juniorenweltmeisterschaften in Moncton über 200 Meter in der ersten Runde aus und gelangte anschließend bei den Commonwealth Games in Neu-Delhi über 100 und 200 Meter bis in das Halbfinale und gewann mit der 4-mal-100-Meter-Staffel in 45,24 s die Silbermedaille hinter der Mannschaft aus England. Im Jahr darauf nahm sie erstmals an den Afrikaspielen in Maputo teil und schied dort mit 24,54 s im Halbfinale aus. 2012 wurde sie bei den Afrikameisterschaften in Porto-Novo in 11,76 s Sechste im 100-Meter-Lauf und in 23,68 s Fünfte über 200 Meter. Zudem gewann sie in 44,35 s mit der Staffel die Silbermedaille hinter Nigeria und wurde mit der 4-mal-400-Meter-Staffel in 3:41,46 min Achte. Anschließend erreichte sie bei den Juniorenweltmeisterschaften in Barcelona mit 23,41 s den fünften Platz über 200 Meter und schied über die kürzere Distanz mit 11,94 s im Halbfinale aus. 2013 qualifizierte sie sich über 200 Meter erstmals für die Weltmeisterschaften in Moskau, bei denen sie mit 24,07 s in der Vorrunde ausschied. 2014 wurde sie bei den Commonwealth Games in Glasgow über 200 im Halbfinale disqualifiziert. Daraufhin gewann sie bei den Afrikameisterschaften in Marrakesch in 44,06 s die Bronzemedaille mit der Staffel hinter Nigeria und der Elfenbeinküste und wurde mit der Langsprintstaffel in 3:42,89 min Achte.
2015 gewann sie bei den Afrikaspielen in Brazzaville in 43,72 s die Silbermedaille hinter den Nigerianerinnen und wurde in 23,49 s Vierte über 200 Meter. Im Jahr darauf gewann sie bei den Afrikameisterschaften in Durban in 44,05 s die Silbermedaille mit der Staffel hinter der Mannschaft aus Südafrika und belegte in 23,45 s Rang fünf über 200 Meter. Zudem nahm sie auch an den Olympischen Spielen in Rio de Janeiro teil, bei denen sie in 23,67 s im Vorlauf ausschied. Auch mit der Staffel konnte sie sich in 43,37 s nicht für das Finale qualifizieren, wie auch bei den Weltmeisterschaften in London im Jahr darauf, bei denen 43,68 s nicht für den Finaleinzug reichten. Auch über 200 Meter schied sie mit 23,77 s in der Qualifikation aus. 2018 nahm sie erneut an den Commonwealth Games im australischen Gold Coast teil, bei denen sie mit 23,67 s im Halbfinale ausschied. Zudem erreichte sie mit der ghanaischen 4-mal-100-Meter-Staffel in 43,64 s den fünften Rang. Im August gewann sie bei den Afrikameisterschaften in Asaba in 11,54 s die Silbermedaille hinter der Ivorerin Marie-Josée Ta Lou. Im 200-Meter-Bewerb konnte sie in 23,38 s ebenfalls eine Medaille gewinnen; hinter Ta Lou und der Kamerunerin Germaine Abessolo Bivina sicherte sie sich die Bronzemedaille. Bei den World Athletics Relays 2021 im polnischen Chorzów verpasste sie mit 44,85 s den Finaleinzug in der 4-mal-100-Meter-Staffel.

## Persönliche Bestzeiten
- 100 Meter: 11,21 s (+1,6 m/s), 9. Juni 2018 in Montverde
  - 60 Meter (Halle): 7,40 s, 7. Februar 2015 in Albuquerque
- 200 Meter: 22,67 s (+0,9 m/s), 21. April 2018 in Auburn (ghanaischer Rekord)
  - 200 Meter (Halle): 23,40 s, 7. März 2015 in Albuquerque